# Актор (міфологія)
А́ктор (лат. Ἄκτωρ) — ім'я декількох персонажів давньогрецької міфології:
- Актор — воїн з області аврунків в Італії. Актора вбив Турн, який пишався списом забитого. Відома приказка стародавніх римлян «здобути обладунок Актора» означала похвальбу і приписування собі чужих подвигів.
- Актор — цар Фтії, син Мірмідона і Пейсідики. При дворі Актора знайшов притулок Пелей після вбивства свого зведеного брата Фока. Еврітіон, прийомний син Актора, зробив для Пелея обряд очищення, а потім віддав йому в дружини свою дочку Антігону. За іншою версією, Антігона була дочкою Актора і той віддав її в дружини Пелею разом з третиною свого царства.
- Актор — син правителя Фокіди Деіона, батько аргонавта Менетія, дід Патрокла.
- Актор — житель Орхомена, батько Астіохи, яка народила від Ареса синів Аскалафа і Ялмена.
- Актор — житель Еліди, брат Авгія і чоловік Моліони, батько Моліонідів.